# 六月民主运动
六月民主运动，又名六月民主抗争（韓語：6월 민주항쟁），是1987年6月10日至29日韩国爆发的全国范围大规模抗爭，以及終於取得成功的民主运动。
活動是因緬懷李韓烈而起，更可追朔及為了光州事件民主化失敗平反的朴鍾哲，而且時機湊巧碰上1988年韩国奥运会此一關鍵節點，为避免于國際運動會之前在全世界注目下當面发生暴力事件，使得第五共和國执政当局妥協，发布六二九宣言，同意总统直选并采取其他民主改革措施，促成了第六共和国的建立以及韓國民主化運動終於走向穩固，爲最终轉型成為自由國家鋪平了道路。

## 背景

### 第五共和国
大韩民国成立后经历了多次政权更替。1960年四·一九运动导致李承晚的第一共和国政府倒台，第二共和国建立。但8个月后便发生了五一六军事政变，陆军少将朴正熙夺取政权并建立第三共和国。在1971年总统选举中险胜后，1972年，朴正熙发动十月维新，通过颁布维新宪法的方式将总统选举改为间接选举，建立第四共和国。根据维新宪法，韩国总统通过统一主体国民会议间接选举产生。由于会议的成员基本由政府挑选产生，因此不具有民主性质，也难以有效监督总统的权力。
1979年，朴正熙遇刺身亡，总理崔圭夏接任总统。之后以保安司令部司令全斗焕发动双十二政变夺取政权。1980年發生光州事件，期間全斗煥下令以實彈武力鎮壓，使光州民主化運動失敗。全斗煥最终于八月當選为韩国总统，次年第五共和国建立。

### 朴钟哲之死
1980年代，身為首爾大學語言學系學生會會長的朴鍾哲投入校內反對全斗煥政府獨裁統治的民主抗爭活動，同時試圖為1980年爆發的光州事件平反。朴鍾哲於一次活動集會中被捕，並遭治安機關非法拘禁；審問過程中，他始終拒絕供出同夥的下落，並因此遭當局指為赤色分子，並刑求拷打。朴鍾哲最終於1987年1月14日上午11時左右在治安機關以水刑逼供期間窒息，經吳演相（韓語：오연상）醫師確認死亡，得年21歲。
朴鍾哲死亡的消息最初遭當局刻意封鎖。事跡敗露後，韓國境內爆發大規模的民主抗爭運動，史稱六月民主運動。

### 李韩烈之死
在1987年6月9日，李韩烈在他就讀的延世大學示威，期間被防暴警察以水平方向發射的催淚彈擊中後腦當場昏迷，令事件進一步激化。最後在7月5日，李韩烈因嚴重內出血不治而死亡，得年20歲。數天後全國各地都举行了哀悼活动。

## 影响
事後時任總統全斗煥欽點的接班人兼總統候選人盧泰愚於同年6月29日宣布「民主化宣言」，釋放所有政治異見人士，並舉行公民投票修改憲法，恢復總統和國會的直接選舉，確立了沿用至今的公民直接選舉總統制，每個政黨都可推薦一名候選人，無黨派人士只要集齊5,000至7,000名選民推薦就可參選。10月27日韩国国会通过了第六共和国宪法，建立第六共和国（即目前的大韩民国）。12月16日，盧泰愚贏得1987年大韓民國總統選舉，成為韓國真正意義上首位民選的總統。六月民主运动被視為韓國民主發展的重要里程碑。
前國會議員、昔日工運領袖魯會燦說：在1987年修改《大韓民國憲法》由人民直接普選總統之前，韓國總統都由當權派篩選後、讓親執政黨的一萬人組成選舉團、再由這一萬人提名候選人，推薦的候選人往往只有一兩個、完全不能代表民意，接著又由這些人在體育館內封閉式投票選出下屆總統，是「小圈子選舉」。他說「當民意不能透過公平自由的選舉過程表達出來，就會在街頭抗爭中爆發。」「被操縱的選舉，不能代表民意的小圈子選舉，最終激起民眾憤怒反彈。」韓國實施完全無篩選的總統真普選以來，政治生態走進良性循環，暴力抗爭銷聲匿迹。魯會燦表示「韓國的民主之樹，在總統直選制的保護下健康生長了17年，早已走上良性循環，建立公民社會，民眾能夠命運自決，人人參政議政」。

## 相關電影作品
- 1987：黎明到來的那一天，2017年韓國電影
- 辩护人，2013年韩国电影，结尾处关于朴宗哲追悼会集会
- 普通人，2017年韩国电影，结尾处关于朴宗哲追悼会集会